# Fileira de trás (xadrez)
A fileira de trás ou fileira do fundo é uma expressão que designa as fileira 1 e 8 do tabuleiro, onde as peças são arrumadas na posição inicial de uma partida. Sua importância surge da possibilidade de vitória através do mate na fileira de trás onde o Rei fica impedido de se movimentar para a fileira seguinte devido a formação de peões a sua frente, e a impossibilidade de bloquear o xeque.